# Ramon Zomer
Ramon Zomer (Almelo, 13 april 1983) is een Nederlands voormalig voetballer die hoofdzakelijk als centrale verdediger speelde. Hij kwam van 2002 tot en met 2016 uit voor achtereenvolgens FC Twente, N.E.C., sc Heerenveen en Heracles Almelo.

## Carrière

### FC Twente
Zomer groeide op in Daarlerveen. Hij maakte op 30 augustus 2002 zijn debuut in de hoofdmacht van FC Twente in een met 3-2 verloren uitwedstrijd tegen RKC Waalwijk. In 2006 werd hij met Jong Oranje Europees kampioen –21. Eind 2005 toonde sc Heerenveen interesse in Zomer, maar hij besloot om zijn contract in Enschede te verlengen tot medio 2010. Hierna verloor Zomer zijn basisplaats bij de Tukkers en kwam hij voornamelijk nog als invaller in het veld. 

### N.E.C.
In het seizoen 2008/09 werd hij verhuurd aan N.E.C., nadat hij eerst een tijdelijke overgang naar Vitesse zag afketsen. Tijdens het seizoen werd hij definitief overgenomen door de Nijmegenaren. Hij tekende tot medio 2012.

### SC Heerenveen
Eind zomer 2011 maakte Zomer alsnog een overstap naar sc Heerenveen. 

### Heracles Almelo
In de zomer van 2014 stapte hij over naar Heracles Almelo, waar hij in november 2016 na een ernstige knieblessure besloot om zijn carrière per direct te beëindigen.
Anno 2018 heeft Ramon een sportzaak in Nijverdal.

## Statistieken
| Seizoen | Club            | Competitie | Competitie | Competitie | Beker | Beker | Overig | Overig | Totaal | Totaal |
| Seizoen | Club            | Competitie | Wed.       | Dlp.       | Wed.  | Dlp.  | Dlp.   | Dlp.   | Wed.   | Dlp.   |
| ------- | --------------- | ---------- | ---------- | ---------- | ----- | ----- | ------ | ------ | ------ | ------ |
| 2002/03 | FC Twente       | Eredivisie | 9          | 0          | 2     | 0     | –      | –      | 11     | 0      |
| 2003/04 | FC Twente       | Eredivisie | 16         | 1          | 3     | 0     | –      | –      | 19     | 1      |
| 2004/05 | FC Twente       | Eredivisie | 24         | 2          | 3     | 0     | –      | –      | 27     | 2      |
| 2005/06 | FC Twente       | Eredivisie | 31         | 5          | 4     | 0     | 6      | 0      | 41     | 5      |
| 2006/07 | FC Twente       | Eredivisie | 31         | 1          | 3     | 0     | 4      | 0      | 38     | 1      |
| 2007/08 | FC Twente       | Eredivisie | 11         | 0          | 1     | 0     | 2      | 1      | 14     | 1      |
| 2008/09 | N.E.C.          | Eredivisie | 27         | 2          | 3     | 0     | 8      | 0      | 38     | 2      |
| 2009/10 | N.E.C.          | Eredivisie | 31         | 4          | 3     | 0     | –      | –      | 34     | 3      |
| 2010/11 | N.E.C.          | Eredivisie | 34         | 3          | 1     | 0     | –      | –      | 35     | 3      |
| 2011/12 | N.E.C.          | Eredivisie | 2          | 0          | 0     | 0     | –      | –      | 2      | 0      |
| 2011/12 | sc Heerenveen   | Eredivisie | 27         | 2          | 5     | 1     | –      | –      | 32     | 3      |
| 2012/13 | sc Heerenveen   | Eredivisie | 29         | 0          | 3     | 1     | 6      | 0      | 38     | 1      |
| 2013/14 | sc Heerenveen   | Eredivisie | 7          | 0          | 3     | 1     | –      | –      | 10     | 1      |
| 2014/15 | Heracles Almelo | Eredivisie | 15         | 1          | 0     | 0     | –      | –      | 15     | 1      |
| 2015/16 | Heracles Almelo | Eredivisie | 31         | 2          | 2     | 0     | 4      | 1      | 37     | 3      |
| 2016/17 | Heracles Almelo | Eredivisie | 0          | 0          | 0     | 0     | 2      | 0      | 2      | 0      |
| Totaal  | Totaal          | Totaal     | 325        | 23         | 36    | 3     | 32     | 2      | 393    | 28     |

## Erelijst
FC Twente
- UEFA Intertoto Cup: 2006

 Nederland onder 21
- Europees kampioenschap onder 21: 2006